# Konferencja dwa plus cztery
Konferencja dwa plus cztery – zorganizowana w 1990 roku seria spotkań przedstawicieli dwóch państw niemieckich oraz czterech mocarstw koalicji antyhitlerowskiej, dotyczących zjednoczenia Niemiec podzielonych po II wojnie światowej. W spotkaniach tych udział brali: Niemiecka Republika Demokratyczna, Republika Federalna Niemiec, Francja, Stany Zjednoczone, Wielka Brytania i Związek Socjalistycznych Republik Radzieckich. 12 września 1990 roku w Moskwie kraje te podpisały Traktat o ostatecznym uregulowaniu w odniesieniu do Niemiec (niem. Vertrag über die abschließende Regelung in Bezug auf Deutschland), zwany także Traktatem dwa plus cztery (niem. Zwei-plus-Vier-Vertrag), który otworzył drogę do zjednoczenia Niemiec.
Podczas konferencji omawiano polityczne aspekty zjednoczenia, kształt granic, przynależność do struktur międzynarodowych czy wielkość armii.

## Spotkania
Spotkania w ramach konferencji:
- 5 maja w Bonn,
- 22 czerwca w Berlinie,
- 17 lipca w Paryżu (z udziałem Polski),
- 12 września w Moskwie[1].

## Udział Polski
Strona polska była żywo zainteresowana kwestią zjednoczenia Niemiec z uwagi na dotychczasowe problemy związane z regulacją granicy. Postulat polskiego uczestnictwa w konferencji wysunął minister Krzysztof Skubiszewski, który jednocześnie zaproponował, aby połączyć kwestię bezpieczeństwa NRD i RFN z kwestią bezpieczeństwa ich sąsiadów. Oficjalne polskie stanowisko wyrażono w liście premiera Tadeusza Mazowieckiego z 20 lutego 1990, w którym strona polska zaznaczyła, że nie chodzi jej o uzyskanie statusu identycznego z państwami niemieckimi, ale o przedstawienie swojego punktu widzenia w zakresie bezpieczeństwa. Rozbudowana argumentacja znalazła się w liście ministra Skubiszewskiego skierowanym do ministrów spraw zagranicznych państw sąsiadujących z Niemcami. Polski rząd został również wsparty przez Konferencję Episkopatu Polski.
Uczestnicy konferencji postanowili podczas pierwszego spotkania w Bonn, że Polska zostanie dopuszczona do rozmów, ale jedynie w zakresie kwestii granic. Minister Skubiszewski zaznaczył wówczas, że rząd zainteresowany jest ostatecznym zamknięciem tego problemu poprzez zawarcie traktatu granicznego. Państwa niemieckie wstrzymywały się jednak z tym krokiem i zdecydowały się wyłącznie na wspólną rezolucję obu parlamentów (21 czerwca 1990), w której zadeklarowały wolę zawarcia traktatu, jednak dopiero po zjednoczeniu. W owej rezolucji nawiązano też do dotychczasowych umów, w tym do układu zgorzeleckiego z 1950 i do układu PRL-RFN z 1970 r. Polski rząd uznał rezolucję za krok w dobrym kierunku, ale niewystarczający. Ze stanowiska wyrażonego w nocie ministra Skubiszewskiego z 3 lipca 1990 wynikało, że Polsce zależy na wejściu w życie traktatu granicznego przed wejściem w życie traktatu zjednoczeniowego.
17 lipca 1990 strona polska wzięła udział w trzecim posiedzeniu konferencji (Paryż). Uzgodniono wówczas m.in., że zjednoczone państwo niemieckie potwierdzi istniejącą granicę w stosownej umowie ze stroną polską. Przedstawiciele Polski nie zostali natomiast dopuszczeni do ustaleń na temat ograniczeń w zbrojeniach konwencjonalnych Niemiec. Wszystkie dotychczasowe ustalenia znalazły potwierdzenie w układzie zjednoczeniowym, w którym Niemcy m.in. wyrzekły się roszczeń terytorialnych wobec innych państw oraz zobowiązały do niewysuwania ich w przyszłości. Ponadto potwierdzono paryskie postanowienia w zakresie niemieckiego zobowiązania do traktatowego uregulowania kwestii granicy z Polską. W konsekwencji wypracowano osobny Traktat o potwierdzeniu istniejącej granicy polsko-niemieckiej podpisany 14 listopada 1990.

## PostanowieniaTraktatu o ostatecznym uregulowaniu w odniesieniu do Niemiec
- Zjednoczone Niemcy obejmą obszar RFN i NRD oraz obie części Berlina.
- Obecne granice są ostateczne, tzn. Niemcy zrzekają się roszczeń wobec innych państw, a granica na Odrze i Nysie Łużyckiej zostanie potwierdzona przez zjednoczone Niemcy w wiążącym prawnie traktacie z Polską.
- Niemcy znowelizują Preambułę, art. 23 ust. 2. oraz art 146. Ustawy Zasadniczej, eliminując prawną możliwość przystąpienia dalszych terytoriów do Republiki Federalnej.
- Niemcy potwierdzają uznanie pokoju i rezygnują z broni atomowej, chemicznej i biologicznej.
- Wielkość niemieckiego wojska zostanie zredukowana z 500 do 370 tys. żołnierzy.
- ZSRR wycofa swoje wojska z NRD najpóźniej do 1994 roku.
- Na terenie po NRD nie mogą stacjonować wojska NATO oraz nie można umieszczać tam rakiet ani broni jądrowej.
- Zakończenie podziału Berlina.
- Zjednoczone Niemcy uzyskają suwerenność, a odpowiedzialność czterech mocarstw w odniesieniu do Berlina oraz Niemiec jako całości zostaje zakończona.

Dodatkowo zagwarantowano nieodwracalność skutków prawnych reformy rolnej w NRD.
Umowę podpisali ministrowie spraw zagranicznych Hans-Dietrich Genscher z RFN, Lothar de Maizière z NRD, Roland Dumas z Francji, Eduard Szewardnadze z ZSRR, Douglas Hurd z Wielkiej Brytanii i James Baker z USA.
Dokument sporządzono w językach angielskim, francuskim, niemieckim i rosyjskim. Depozytariuszem został Rząd RFN.